# 멜빈 슈워츠
멜빈 슈워츠(Melvin Schwartz, 1932년 11월 2일 ~ 2006년 8월 28일)는 미국의 물리학자이다. 중성미자 빔 방법의 개발, 뮤 중성미자 발견을 통한 경입자의 이중구조를 입증한 데 대하여 리언 레더먼, 잭 스타인버거와 함께 1988년 노벨 물리학상을 받았다.

## 생애
대공황 시기에 뉴욕 시에서 자랐고 브롱스 과학고등학교를 다녔다. 12살 때 그곳에서 물리학에 대한 관심을 갖기 시작하였다.
배우자 메릴린과 3명의 자식이 있다. 2006년 8월 28일, 파키슨병과 C형 간염으로 분투하다가 트윈폴스에서 죽었다.